# Reflex intern de les lents

Esquema del reflex intern de les lents

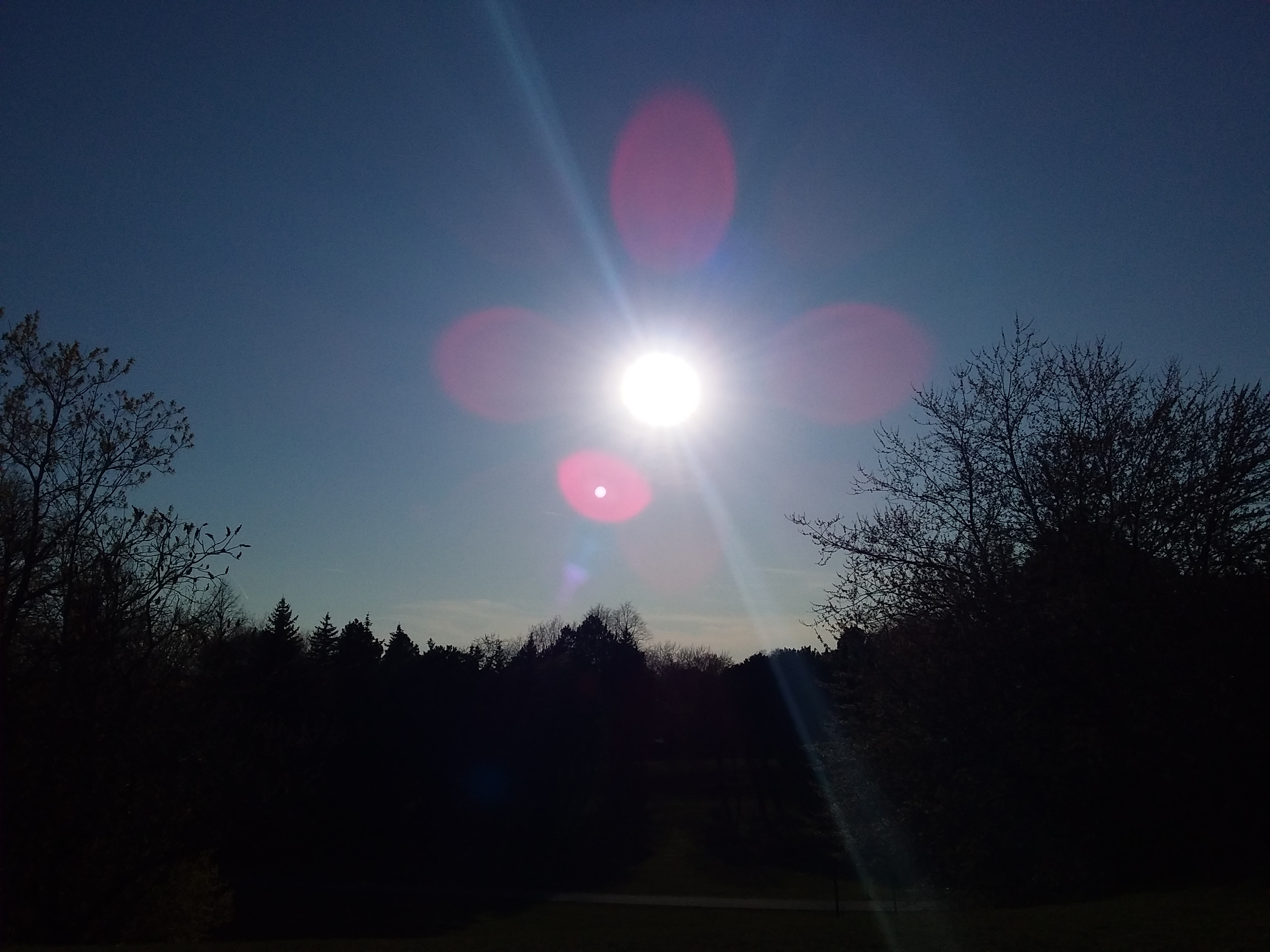
Un reflex intern de les lents

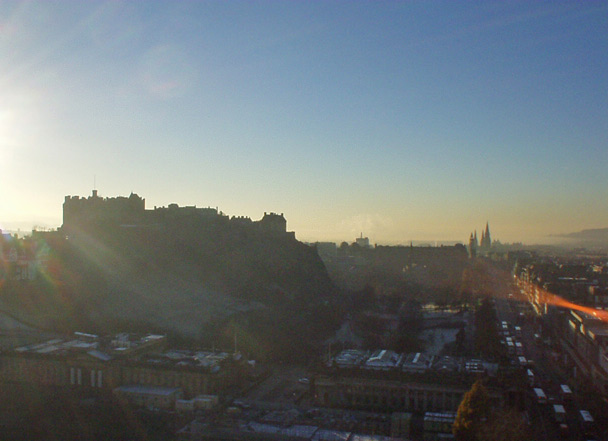
Reflexos interns amb artefectes i disminució del contrast de la imatge

El reflex intern de les lents ocorre quan la llum es dispersa o s'escampa en un sistema de lents, sovint en resposta a una llum brillant, produint un artefacte de vegades indesitjable en la imatge. Això passa a través de la llum dispersa pel mateix mecanisme d'imatge, per exemple mitjançant la reflexió interna i la dispersió cap endavant des de les imperfeccions materials de la lent. Les lents amb un gran nombre d'elements com els zooms tendeixen a tenir més reflexos, ja que contenen un nombre relativament gran d'interfícies en què es pot produir una dispersió interna.
Hi ha dos tipus de reflexos: artefactes visibles i enlluernament en la imatge. L'enlluernament fa que la imatge sembli "rentada" reduint el contrast i la saturació del color (afegint llum a les zones fosques de la imatge i afegint blanc a les regions saturades, reduint la seva saturació). Els artefactes visibles, generalment en forma d'obertura feta pel diafragma de la càmera, es formen quan la llum segueix un camí a través de la lent que conté una o més reflexions de les superfícies de la lent.
Els reflexos es produeixen particularment per fonts de llum molt brillants. El més freqüent és que es produeixi quan s'apunta cap al Sol (quan el Sol està en l'enquadrament o l'objectiu està orientat cap al sol), i es redueix mitjançant l'ús d'un para-sol o una altra ombra. Per als sistemes òptics de bona qualitat i per a la majoria d'imatges (que no tenen una llum brillant que brilla a l'objectiu), els reflexos són un efecte secundari que es distribueix àmpliament en la imatge i, per tant, no és visible, tot i que redueix el contrast de la foto resultant.